# أهل وادي زا
أهل وادي زا هي جماعة قروية مغربية شمال شرق المملكة. تضم مجموعة من القبائل كقبيلة بني شبل، أولاد الميدي، بني كولال، الكرارمة.[بحاجة لمصدر] تنتمي أهل وادي زا لإقليم تاوريرت و تضم 14 202 نسمة (حسب الإحصاء الرسمي 2004). 
اسم وادي زا معروف بمنطقة الجهة الشرقية، حيث أطلق هذا الاسم على نهر يمر عبر إقليم جرادة وإقليم تاوريرت. من الجمعيات التي احتضنت ذات الاسم. جمعية وادي زا للثقافة والإبداع والتنمية بتاوريرت، حيث أطلقت هذا الاسم على مهرجانها الوطني مهرجان وادي زا الأدبي والثقافي، وعلى ناد أدبي صالون وادي زا الثقافي والأدبي وغيرها.. ومن الكتب التي تناولت اسم وادي زا، ديوان رائحة البرتقال (هايكو) للشاعر والكاتب الحسين بنصناع تاعرابت، وكتاب نقدي اجتماعي تاريخي للكاتب محمد بوعصابة.